# (3127) Bagration
(3127) Bagration (1973 ST4) ist ein ungefähr acht Kilometer großer Asteroid des mittleren Hauptgürtels, der am 27. September 1973 vom russischen (damals: Sowjetunion) Astronomen Nikolai Stepanowitsch Tschernych am Krim-Observatorium (Zweigstelle Nautschnyj) auf der Halbinsel Krim (IAU-Code 095) entdeckt wurde.

## Benennung
(3127) Bagration wurde nach dem Fürst und General Pjotr Iwanowitsch Bagration (1784–1839) aus dem Russischen Kaiserreich benannt, der als Feldherr der Kaiserlich Russischen Armee als Held des Vaterländischen Krieges 1812 geehrt wird.